# Oseltamivir
Oseltamivir, koji se prodaje pod imenom Tamiflu, je antiviralni lek koji se koristi za tretiranje i prevenciju influenza A i influenza B (gripa). Mnoge medicinske organizacije preporučuju ovaj lek za ljudi koji imaju komplikacije ili su izloženi visokom riziku od komplikacija u toku od 48 sati od prvih simptoma infekcije. Ovaj lek se preporučuje za sprečavanje infekcije kod tih osova s visokim rizikom, ali ne i kod opšte populacije. CDC preporučuje da lekari korste svoju diskreciju kod onih sa niskim rizikom u toku 48 sati nakon prvih simptoma infekcije. Lek se uzima oralno, bilo u vidu pilule ili tečnosti.
Preporuke oseltamivira su kontroverznie, a isto važi i za kritike preporuka. Godine 2014. Kohrannov pregled je izveo zaključak da oseltamivir ne redukuju broj hospitalizacija, i da ne postoji evidencija redukcije komplikacija influenze. Dve metaanalize su došle do zaključka da koristi kod onih koji su inače zdravi ne prevazilaze rizike. Te studije su isto tako našle malo dokaza da tretman menja rizik od hospitalizacije ili smrti kod populacije sa visokim rizikom. Međutim, jedna druga metaanaliza je došla do zaključka da je oseltamivir efektivan u prevenciji influenze kod individua i na nivou domaćinstva.
Uobičajeni neželjeni efekti su povraćanje, dijareja, glavobolja, i problemi sa spavanjem. Druge nuspojave mogu da obuhvate psihijatrijske simptome i epileptičke napade. U Sjedinjenim Državama ovaj lek se preporučuje za infekcije influenzom tokom trudnoće. Lek je koristio mali broj trudnih žena bez znakova problema. Podešavanje doze je neophodno kod onih koji imaju probleme s bubrezima.
Oseltamivir je bio odobren za medicinsku upotrebu u SAD 1999. godine. On je bio prvi neuraminidazni inhibitor koji je oralno dostupan. On je na spisaku esencijalnih lekova Svetske zdravstvene organizacije, najefektivnijih i najbezbednijih lekova neophodnih zdravstvenim sistemima. Generička verzija je odobrena u SAD 2016. Godine 2014. veleprodajni trošak u zemljama u razvoju je bio oko 4,27 долара na dan. Decembera 2016, trošak kursa tretmana je US$ 138.70 u SAD.
Oseltamivir je acetamido cikloheksen koji je strukturni homolog sijalinske kiseline i inhibira neuraminidazu.

## Literatura
- Pollack, Andrew (5. 11. 2005). „Is Bird Flu Drug Really So Vexing? Debating the Difficulty of Tamiflu”. The New York Times.
- Wong, Y. K.; Yuen, K. Y. (2006). „Avian influenza virus infections in humans”. Chest. 129 (1): 156—168. PMC 7094746 . PMID 16424427. doi:10.1378/chest.129.1.156.
- Rohloff, J. C.; Kent, K. M.; Postich, M. J.; Becker, M. W.; Chapman, H. H.; Kelly, D. E.; Lew, W.; Louie, M. S.; McGee, L. R.; Prisbe, E. J.; Schultze, L. M.; Yu, R. H.; Zhang, L. (1998). „Practical Total Synthesis of the Anti-Influenza Drug GS-4104”. The Journal of Organic Chemistry. 63 (13): 4545—4550. doi:10.1021/jo980330q.
- Karpf, T. R.; Trussardi, R. (2001). „New, azide-free transformation of epoxides into 1,2-diamino compounds: synthesis of the anti-influenza neuraminidase inhibitor oseltamivir phosphate (Tamiflu)”. J. Org. Chem. 66 (6): 2044—2051. PMID 11300898. doi:10.1021/jo005702l.
- Abrecht, S.; Harrington, P.; Iding, H.; Karpf, M.; Trussardi, R.; Wirz, B.; Zutter, U. (2004). „The Synthetic Development of the Anti-Influenza Neuraminidase Inhibitor Oseltamivir Phosphate (Tamiflu®): A Challenge for Synthesis & Process Research”. CHIMIA International Journal for Chemistry. 58 (9): 621—629. doi:10.2533/000942904777677605.
- Yeung, H. S.; Hong, S.; Corey, E. J. (2006). „A short enantioselective pathway for the synthesis of the anti-influenza neuramidase inhibitor oseltamivir from 1,3-butadiene and acrylic acid”. J. Am. Chem. Soc. 128 (19): 6310—6311. Bibcode:2006JAChS.128.6310Y. PMID 16683783. doi:10.1021/ja0616433.
- Tse, N.; Cederbaum, S.; Glaspy, J. A. (1991). „Hyperammonemia following allogeneic bone marrow transplantation” (Free full text). American Journal of Hematology. 38 (2): 140—141. ISSN 0361-8609. PMID 1951305. doi:10.1002/ajh.2830380213.

## Spoljašnje veze
- Званични веб-сајт
- MedlinePlus Drug Information: oseltamivir (systemic) –Last Revised – 05/01/2009 Advice for the Patient
- Pharmasquare – Tamiflu Mode of Action – Flash animation showing the mode of action of oseltamivir
- FDA information page on oseltamivir
- Flu Drugs FAQ Архивирано на веб-сајту  (26. октобар 2007) – U.S. National Institute of Allergy and Infectious Diseases
- Reto U. Schneider: The race to develop GS4104 – A comprehensive feature story about the development of Tamiflu published in January 2004 in NZZ-Folio, the magazine of the daily Neue Zürcher Zeitung in Switzerland (translated from German).

|  | Molimo Vas, obratite pažnju na važno upozorenje u vezi sa temama iz oblasti medicine (zdravlja). |